# Stewart Milne
Stewart Milne (Aberdeen, 23 luglio 1950) è un dirigente sportivo e imprenditore scozzese.

## Biografia
Nel 1975 Milne fondò la Stewart Milne Construction Group con sede a Aberdeen. Ha iniziato la sua attività ristrutturando i bagni. Come presidente e amministratore delegato, ha vinto il premio per l'imprenditore scozzese dell'anno 2005.
Nel 2008, ha ricevuto l'Ordine dell'Impero Britannico (CBE) per i servizi in Scozia. Milne è uno dei principali azionisti e presidente di Aberdeen F.C., incarico che ha ricoperto dal 1998. È entrato nel consiglio di amministrazione nel 1994 in sostituzione di Dick Donald.